# 民間受託
民間受託（みんかんじゅたく）とは、公的機関（政府、地方公共団体など）が行う調査、研究、業務を民間企業、民間団体が受託して行うことを指す。「民間受託」の表現は民間企業側から見た表現であり、公的機関側からは「民間委託」（みんかんいたく）と表現される。
元々民間に請け負わせることを前提とした業務（公共工事など）とは異なり、本来は公的機関が直接実施すべきとされてきた事柄について、直接に業務を民間に受託させる方法である。業務に対する最終的責任は公的機関が負うが、業務に関する実務的な部分の扱いの多くについては受託した民間企業、民間団体の判断に委ねられる。
特に、公的機関が行ってきた公共施設の運営、管理等を民間受託する例が近年増加している。これは民間のノウハウを活かし、効率の良い道営、管理を目指すものである。美術館、宿泊施設等で効果を示している。